# شركة الفاكهة المتحدة
شركة الفواكه المتحدة (بالإنجليزية: United Fruit Company) هي شركة أمريكية تتاجر في الفواكه الاستوائية والموز في دول أمريكا الوسطى والجنوبية، تأسست الشركة في عام 1899.
بعد فترة من التراجع المالي، اندمجت الفواكه المتحدة مع AMK في عام 1970 لتصبح شركة العلامة التجارية المتحدة. في عام 1984 حول كارل ليندنر الابن شركة العلامة التجارية المتحدة إلى تشيكيتا العلامة التجارية الدولية.

## انظر ايضا
تشيكيتا